# Rob Hedden
Rob Hedden (* 2. března 1954 Los Angeles) je americký scenárista, režisér a hudební skladatel. Začínál v druhé polovině osmdesátých let, kdy se scenáristicky podílel na seriálech Alfred Hitchcock uvádí, MacGyver či Pátek třináctého, přičemž na posledním jmenovaném se také podílel jako režisér. Díky tomuto seriálu mu bylo studiem Paramount nabídnuto, jestli by nenapsal scénář k připravovanému filmu Pátek třináctého 8 (1989). Hedden souhlasil pod podmínkou, že bude snímek i režírovat, čemuž studio vyhovělo.
Později napsal scénáře pro filmy Knight Rider 2000 (1991), Zloději času (2002), Zabij, nebo budeš zabit (2007) a pro seriály Podivné náhody anebo Zóna soumraku.
Režijně se podílel na komediích Frajeři v krabici (2007), Líbat nevěstu zakázáno (2011) či seriálu Star Trek: Enterprise.